# 2U
«2U» es una canción producida por el DJ francés y productor récord David Guetta, presentando vocales del cantante de pop canadiense Justin Bieber del séptimo álbum de estudio de Guetta 7. Este fue lanzado el 9 de junio de 2017.

## Vídeo musical
Guetta anunció que habría dos vídeos musicales para el sencillo; la versión de Victoria Secret y otra versión qué se llama "no branded". La primera versión presenta a las modelos de Victoria Secret Sara Sampaio, Romee Strijd, Elsa Hosk, Jazmín Tookes, Stella Maxwell y Martha Cazan haciendo sincronía de labios de la canción mientras están en el set de una sesión de fotos para la marca de lencería. El segundo vídeo musical se lanzó el 29 de septiembre de 2017 en YouTube.

## Posicionamiento en listas
| Lista (2017)                                | Mejor posición |
| ------------------------------------------- | -------------- |
| Alemania (Offizielle Deutsche Charts)       | 3              |
| Alemania Dance (Official German Charts)     | 2              |
| Argentina (Monitor Latino)                  | 12             |
| Argentina Anglo (Monitor Latino)            | 3              |
| Australia (ARIA)                            | 2              |
| Australia Dance (ARIA)                      | 1              |
| Austria (Ö3 Austria Top 40)                 | 2              |
| Bielorrusia (Unistar Radio Top 20)          | 11             |
| Bélgica (Flandes) (Ultratop 50)             | 3              |
| Bélgica (Dance Flandes)                     | 4              |
| Bélgica (Valonia) (Ultratop 50)             | 8              |
| Bélgica (Dance Valonia)                     | 6              |
| Canadá (Canadian Hot 100)                   | 4              |
| Chile Anglo (Monitor Latino)                | 15             |
| Colombia (National-Report)                  | 43             |
| Dinamarca (Tracklisten)                     | 2              |
| Ecuador Anglo (Monitor Latino)              | 5              |
| Escocia (Scottish Singles Sales Chart)      | 4              |
| Eslovaquia (Rádio Top 100)                  | 29             |
| Eslovaquia (Singles Digitál Top 100)        | 3              |
| Eslovenia (SloTop50)                        | 20             |
| España (Top 100 Canciones)                  | 4              |
| Estados Unidos (Billboard Hot 100)          | 16             |
| Estados Unidos (Adult Top 40)               | 25             |
| Estados Unidos (Hot Dance Club Songs)       | 2              |
| Estados Unidos (Hot Dance/Electronic Songs) | 4              |
| Estados Unidos (Mainstream Top 40)          | 15             |
| Estados Unidos (Rhythmic)                   | 19             |
| Estados Unidos Anglo (Monitor Latino)       | 8              |
| Finlandia (OFC)                             | 3              |
| Francia (SNEP)                              | 10             |
| Hungría (Dance Top 40)                      | 13             |
| Hungría (Rádiós Top 40)                     | 4              |
| Hungría (Single Top 40)                     | 3              |
| Hungría (Stream Top 40)                     | 2              |
| Irlanda (IRMA)                              | 5              |
| Israel (Media Forest)                       | 6              |
| Italia (FIMI)                               | 9              |
| Japón (Japan Hot 100)                       | 29             |
| Japón Hot Overseas (Billboard)              | 6              |
| Japón Radio Songs (Billboard)               | 26             |
| Letonia (Latvijas Top 40)                   | 3              |
| Líbano (Lebanese Top 20)                    | 2              |
| Lituania (M-1 Top 40)                       | 1              |
| Malasia (RIM)                               | 3              |
| México (AMPROFON)                           | 19             |
| Nueva Zelanda (Recorded Music NZ)           | 4              |
| Noruega (VG-lista)                          | 2              |
| Países Bajos (Dutch Top 40)                 | 2              |
| Países Bajos (Mega Top 50)                  | 4              |
| Países Bajos (Mega Single Top 100)          | 5              |
| Países Bajos (Dutch Dance Top 30)           | 1              |
| Panamá Anglo (Monitor Latino)               | 6              |
| Paraguay (Monitor Latino)                   | 6              |
| Filipinas (Philippine Hot 100)              | 19             |
| Polonia (Polish Airplay Top 100)            | 11             |
| Portugal (AFP)                              | 2              |
| Reino Unido (UK Singles Chart)              | 5              |
| Reino Unido (UK Dance Chart)                | 1              |
| República Checa (Rádio Top 100)             | 7              |
| República Checa (Singles Digitál Top 100)   | 2              |
| Rumania (Romanian Airplay 100)              | 13             |
| Rusia Airplay (Tophit)                      | 13             |
| Suecia (Sverigetopplistan)                  | 2              |
| Suiza (Schweizer Hitparade)                 | 2              |
| Suiza (Romandie)                            | 15             |
| Turquía (Number One Top 40)                 | 20             |
| Venezuela Anglo (Monitor Latino)            | 8              |